# アイルランド総督 (ロード・レフテナント)
アイルランド総督（アイルランドそうとく）、ロード・レフテナント・オブ・アイルランド（英語: Lord Lieutenant of Ireland）は、かつてアイルランド卿時代（1171年 - 1541年）、アイルランド王国時代（1541年 - 1800年）、グレートブリテン及びアイルランド連合王国時代（1801年 - 1922年）の間に、イングランドないしイギリスの君主の公式な名代、アイルランドにおける行政執行の長として置かれていた役職。なお「レフテナント」（/lefténənt/）とは lieutenant のイギリス英語およびアイルランド英語における発音であり、アメリカ英語における「ルーテナント」（/luːténənt/）と同じである。
この役職は、様々な名称で呼ばれることがあり、「副王 (viceroy)」としても知られた。「viceroy」はフランス語の「vice roi」つまり副王に由来し、その妃は「副王妃（ヴァイスレーヌ） vicereine」と称された。アイルランド統治の実権は、17世紀までは通常（日本語では同じく「アイルランド総督」と訳される）ロード・デピュティが、後にはアイルランド担当次官（Chief Secretary for Ireland：日本語では「大臣」と訳されることもある）が掌握していた。中世期においては、ロード・デピュティにはアイルランド人貴族が任じられる例もあったが、ロード・レフテナントの役職には、グレートブリテン出身の、通常は貴族が、任命された。
日本語では「アイルランド統監」と訳されることもある。通常、イギリス史における総督（カナダ総督やオーストラリア総督など）はガバナー＝ジェネラル（governor-general）、あるいはガバナー（governor）の訳語であり、ロード・レフテナント（lord Lieutenant）の場合は統監とも訳され、日本語では同じ総督でも両者は別の役職である。このため、ロード・レフテナント・オブ・アイルランドと、ガバナー＝ジェネラルを兼務したヘンリー・クロムウェルのような例が存在する。また、後の北アイルランド総督とアイルランド自由国総督は governor の方の総督である。

## 役割
総督は、君主の名代として、様々な役割を担っていた。
- 国王の名代（副王）
- アイルランドにおける行政の長
- （場合によっては）イングランド王国ないし連合王国の内閣の一員
- 恩典、正義、擁護の源
- （場合によっては）アイルランドにおける軍の最高指揮官
- 聖パトリック勲章（騎士団）グランド・マスター

1800年の連合法によってアイルランド議会が廃止される以前には、統治方針を述べる国王演説を総督（ロード・レフテナント）が読み上げていた。総督の統治は、恩典として爵位や勲位などの国家的栄誉を広く授けることを通して、アイルランド議会を実質的に支配していた。このように歴代の総督/副王たちが、議会を支配するために腐敗した手段を用い、権力を濫用したことは批判にも晒された。1776年、サイモン・ハーコート総督の在任期には、一挙に5人の子爵を伯爵に、7人の男爵を子爵に陞爵させ、さらに、18人に新たに男爵を授けた。栄典の授与権は、上下院の議員たちを懐柔して連合法への支持を得るために行なわれ、議会において連合法への反対から賛成へと立場を変えた者の多くは、その転向によって爵位や栄典を受けることとなった。

## 憲法上の位置づけ

アイルランド総督（ロード・レフテナント）の旗

アイルランド総督（ロード・レフテナント）は、その統治において、アイルランド枢密院 (Privy Council of Ireland) の助言を受けていた。アイルランド枢密院は、特に任じられた者や世襲貴族から成り、おもにダブリン城内の会議室 (the Council Chamber) で開かれるのが習わしであったが、時には別の場所でも会合した。副王の宮廷において中枢を占めたおもな役職者は次の通りである。
- アイルランド担当大臣 (Chief Secretary for Ireland) - 1660年に行政官の長として設けられた役職であったが、19世紀末までにアイルランド総督（ロード・レフテナント）が立憲君主化していったのにともなって、政府における首相の役割を果たすようになった。
- アイルランド担当次官(Under-Secretary for Ireland) - アイルランドにおける行政官の長
- 総督代行官(Lord Justices)[注釈 4] - 総督不在時にはその代役を務める3人の役職者のことで、1800年までは、アイルランド大法官 (Lord Chancellor of Ireland)、アイルランド庶民院 (Irish House of Commons) の議長に、アイルランド国教会のアーマー大主教 (Archbishop of Armagh) がアイルランド首座主教 (Primate of Ireland) として加わっていた[4]。

アイルランド総督（ロード・レフテナント）は、あらかじめ任期が定められることはなく、「国王（女王）陛下の思し召しのまま」その任にあるものとされた。これは実際上には、英国政府が望む限り在任し続けることを意味した。政権が倒れれば、総督は新政権の支持者に交代するのが普通であった。

## 総督就任者

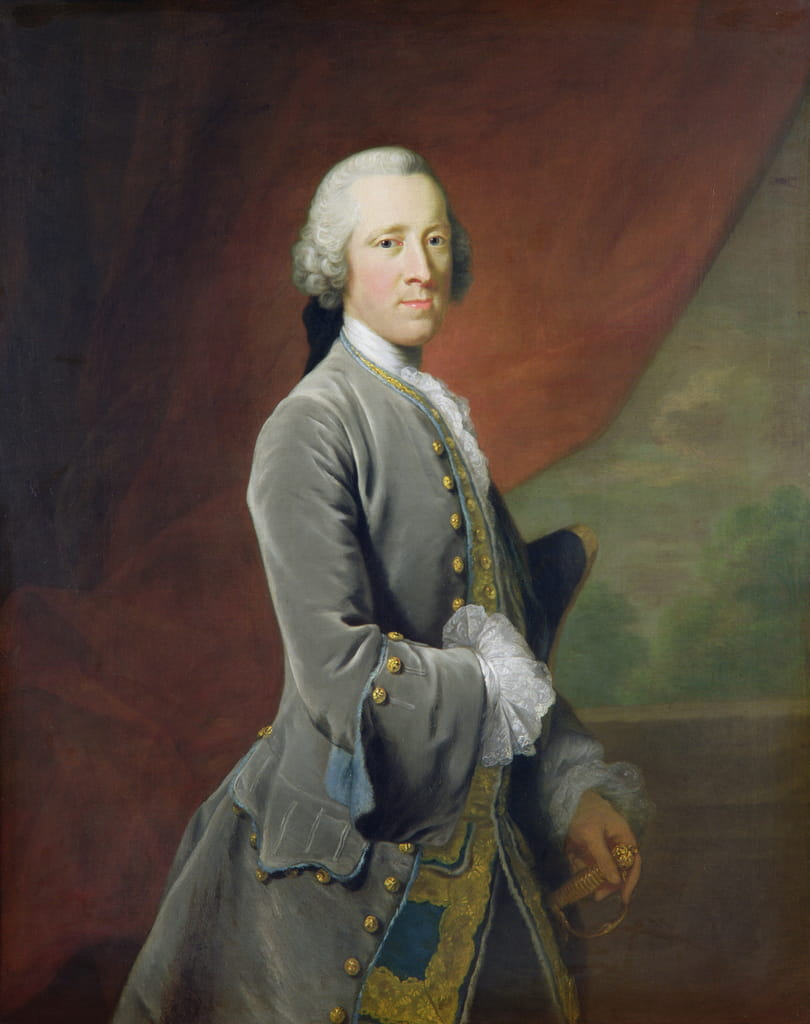
第4代デヴォンシャー公爵ウィリアム・キャヴェンディッシュ。1755年4月から1757年1月までアイルランド総督、後に1756年11月から1757年6月まで連合王国首相。

16世紀までは伝統的に、第8代キルデア伯爵（en）や第9代キルデア伯爵（en）のように、アイルランド生まれのイングランド人であるアングロ・アイリッシュ（en）の貴族が「Justiciar」ないし「ロード・デピュティ（Lord Deputy）」と称される職位を占めていたが、アイルランドの植民地化（en）以降はグレートブリテン王国出身の貴族にこの地位が与えられるようになった。アイルランド出身のカトリック教徒で最後にこの地位に就いたのは、ジェームズ2世の下で短期間ながらカトリック教徒が優位に立ってからウィリアマイト戦争によってそれに終止符が打たれるまで、1685年から1691年の期間に就任していたティアコネル伯爵である。
1767年まで、グレートブリテンの貴族は、総督に任じられてもアイルランドに常駐することはなかった。彼らは、数ヶ月から、時には2年に及ぶアイルランド議会の開会期間中だけアイルランドに留まっていた。しかし、1765年にグレートブリテンの内閣は、アイルランドの公務を常時監督するためには、総督の常駐が必要だとする決定を下した。
イングランド貴族、ないしは、グレートブリテン貴族のみが副王に任じられるとした制約に加え、名誉革命以降には、アイルランドで圧倒的多数を占めているカトリック教徒を除外するという制約が追加された。総督職に就き得る者は、聖公会（イングランド国教会）の信徒のみに制限された。カトリックであった国王ジェームズ2世の時代の後、最初に総督職に就いたカトリック教徒は、1921年4月に就任したダーウェントのフィッツアラン卿 (Edmund Fitzalan-Howard, 1st Viscount Fitzalan of Derwent) であったが、彼を最後に副王は置かれなくなった。

## 重要性
総督職は、徐々にその重要性を失って形骸化し、セント・ジェームズ宮殿やウェストミンスターといった政治の中枢から外されたグレートブリテンの政治家を、体よく追い出す方便に使われるようになっていった。また、別の例では、総督職への就任が、その後の出世には躓き石となった。総督職を経験したハーティントン侯爵とポートランド公爵は、それぞれ1756年と1783年にグレートブリテン首相となり、ダブリン城からダウニング街10番地へとたどり着いた。
19世紀半ばには、総督職はもはや強力な政治的実権を失っており、アイルランドの行政を統治するのではなく、君臨するだけの、象徴的な疑似君主に過ぎなくなっていた。実権を握るようになったのはアイルランド担当次官であり、しばしば連合王国内閣にも、総督ではなく担当次官が、参画するようになった。

## 公邸

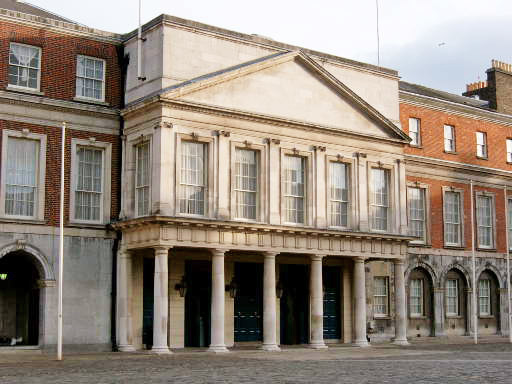
ダブリン城内の副王公邸。社交の季節におけるアイルランド総督の公邸であった。

アイルランド総督の公邸は、ダブリン城内の副王公邸 (the Viceregal Apartments) であり、副王の宮廷もここが根拠地となっていた。アイルランド総督たち（ロード・レフテナントやロード・デピュティ）が夏の季節や、その他の機会に使用した公邸としては、ほかにもキンサレー (Kinsealy) のアベヴィル (Abbeville)、火災で被害を受けたダブリン城を建て直している期間に総督が移り住んだものの幽霊屋敷だとして退去したというチャペリゾッド・ハウス (Chapelizod House)、リークスリップ (Leixlip) のリークスリップ城、セルブリッジ (Celbridge) のセント・ウォルスタンズ (St. Wolstan's) があった。ジェラルドの名をもち、いずれもアイルランド出身のロード・デピュティであった第8代キルデア伯爵 (8th Earl of Kildare) と第9代キルデア伯爵 (9th Earl of Kildare) は、キルデア県メイヌースにあった自らの城に居住していた。エセックス卿 (Lord Essex) は、ミース県ナヴァン近郊で、ミース教区 (Diocese of Meath) の主教の住まいであるアードブラカン・ハウス (Ardbraccan House) にも近い、ダラムスタウン城 (Durhamstown Castle) を所有していた。
総督がアイルランドに常駐するという方針の決定は、総督公邸のあり方にも変化を強いることになった。副王宮廷のみならず、副王一家が常住し、枢密院など様々な政府機関の事務所を備えるには、ダブリン城は十分な環境とはいえなくなった。1781年に、グレートブリテン政府はフェニックス・パークの旧御料林管理人住宅を買い上げ、総督公邸とした。この建物は建て直されて、副王宿舎 (the Viceregal Lodge) と名付けられた。しかし、1820年代に大規模な改修が行なわれるまで、この宿舎が副王によって定期的に使用されることはなかった。この建物は現在では「アーレス・アン・ウフタラーン (Áras an Uachtaráin)」と呼ばれ、アイルランド共和国大統領官邸となっている。
19世紀半ばまで、総督がダブリン城に滞在するのは、1月初旬から3月17日の聖パトリックの祝日まで、舞踏会や交流会などの社交行事が盛んに行なわれるアイルランドにおける社交の季節 (Irish Social Season) だけであった。

## 総督に対するアイルランド人の態度

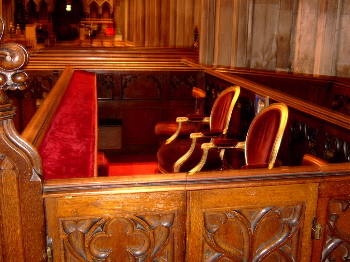
聖パトリック大聖堂 (ダブリン) の副王専用席

イギリスによるアイルランド統治そのものと同じように、総督職はナショナリストには嫌われていたが、ユニオニスト (unionist) たちからは、程度の違いはいろいろあったものの、おしなべて支持されていた。総督たちの中には、個人的な才覚によって、ナショナリストたちからも人気を得た例もあった。19世紀のはじめから、総督職を廃止し、「アイルランド担当国務大臣 (Secretary of State for Ireland)」の設置を求める声が頻繁に起きるようになった。一度は、こうした制度改革に向けた法案が時の政権から提出されたこともあったが、結局のところ総督職は、（北アイルランドを除く）アイルランドの大部分についてイギリスの統治が終わるまで、存続し続けた。
アイルランドのナショナリストたちは、19世紀を通して、また20世紀はじめにおいて、アイルランドの自治を求めて運動を展開した。ダニエル・オコンネルは、1800年連合法の廃止とアイルランド王国の再建を求めたが、チャールズ・スチュワート・パーネルなど、その後のナショナリストたちは、より穏健な路線を採り、グレートブリテン及びアイルランド連合王国の枠組の中での自治 (home rule) を求めた。しかし、いずれにしても、アイルランドの統治機構再編に際し、総督職の廃止は当然のこととされていた。
4次に及んだアイルランド自治法案の最後のものとなった1920年アイルランド統治法は、総督職の存続を組み込んでいた。統治法はアイルランドを北アイルランドと南アイルランドに分割し、連合王国内において統治権限を委譲された自治政体とした。南北アイルランドを結合させる機構として、やがて全アイルランドの議会として機能するようになることが期待されていたアイルランド評議会 (Council of Ireland) とともに、両政体の名目的な首長としてそれぞれの首相を任命し、それぞれの議会を解散させる役割を担う総督が置かれた。しかし実際には、北アイルランドは統治法にもとづいて機能したものの、南アイルランドは間もなくアイルランド自由国に置き換わった。総督がもつものとされた権限は、法改正により、新設された北アイルランド総督が代わって行なうことになったが、アイルランド自由国において王権を代表する役割は、新設されたアイルランド自由国総督が担うことになった。その結果、アイルランド総督（ロード・レフテナント）は廃止されるに至った。
伝統的に代々のアイルランド総督は、ダブリン城内のチャペル・ロイヤル (Chapel Royal) のどこかに、自身の紋章を残しており、ステンドグラスの窓に組み込まれたものや、椅子に彫刻されたものなどがある。ダブリンの人々によれば、最後の総督となったダーウェントのフィッツアラン卿の紋章が、最後まで残っていたスペースを占めているのだという。

## 一覧

### 1660年以前
- 1560年：第3代サセックス伯爵トマス・ラドクリフ（英語版）
- 1603年：第8代マウントジョイ男爵チャールズ・ブロント（英語版）
- 1641年：第2代レスター伯爵ロバート・シドニー（英語版）
- 1649年：オリバー・クロムウェル
- 1658年 – 1659年：ヘンリー・クロムウェル

### 1660年以降
- 1660年：初代アルベマール公爵ジョージ・マンク
- 1662年：初代オーモンド公爵ジェームズ・バトラー
- 1669年：初代ラドナー伯爵ジョン・ロバーツ（英語版）
- 1670年：初代ストラットンのバークリー男爵ジョン・バークリー（英語版）
- 1672年：初代エセックス伯爵アーサー・カペル（英語版）
- 1677年：初代オーモンド公爵ジェームズ・バトラー
- 1682年：初代アラン伯爵リチャード・バトラー（英語版）
- 1684年：初代オーモンド公爵ジェームズ・バトラー
- 1685年：第2代クラレンドン伯爵ヘンリー・ハイド（英語版）
- 1692年：初代シドニー子爵ヘンリー・シドニー
- 1700年：初代ロチェスター伯爵ローレンス・ハイド
- 1703年：第2代オーモンド公爵ジェームズ・バトラー
- 1707年：第8代ペンブルック伯爵トマス・ハーバート
- 1708年：初代ウォートン伯爵トマス・ウォートン
- 1710年：第2代オーモンド公爵ジェームズ・バトラー
- 1713年：初代シュルーズベリー公爵チャールズ・タルボット
- 1714年：第3代サンダーランド伯爵チャールズ・スペンサー
- 1717年：第2代タウンゼンド子爵チャールズ・タウンゼンド
- 1717年：第2代ボルトン公爵チャールズ・ポーレット
- 1720年：第2代グラフトン公爵チャールズ・フィッツロイ
- 1724年：第2代カートレット男爵ジョン・カートレット
- 1730年：初代ドーセット公爵ライオネル・サックヴィル
- 1737年：第3代デヴォンシャー公爵ウィリアム・キャヴェンディッシュ
- 1745年：第4代チェスターフィールド伯爵フィリップ・スタンホープ
- 1746年：初代ハリントン伯爵ウィリアム・スタンホープ
- 1750年：初代ドーセット公爵ライオネル・サックヴィル
- 1755年：第4代デヴォンシャー公爵ウィリアム・キャヴェンディッシュ
- 1757年：第4代ベッドフォード公爵ジョン・ラッセル
- 1761年：第2代ハリファックス伯爵ジョージ・モンタギュー＝ダンク
- 1763年：第2代ノーサンバーランド伯爵ヒュー・パーシー
- 1765年：第3代ウェイマス子爵トマス・シン
- 1765年：初代ハートフォード伯爵フランシス・シーモア＝コンウェイ
- 1766年：第2代ブリストル伯爵ジョージ・ハーヴィー
- 1767年：第4代タウンゼンド子爵ジョージ・タウンゼンド
- 1772年：初代ハーコート伯爵サイモン・ハーコート
- 1776年：第2代バッキンガムシャー伯爵ジョン・ホバート
- 1780年：第5代カーライル伯爵フレデリック・ハワード
- 1782年：第3代ポートランド公爵ウィリアム・キャヴェンディッシュ＝ベンティンク
- 1782年：第3代テンプル伯爵ジョージ・ニュージェント＝テンプル＝グレンヴィル
- 1783年：第2代ノーティントン伯爵ロバート・ヘンリー
- 1784年：第4代ラトランド公爵チャールズ・マナーズ
- 1787年：初代バッキンガム侯爵ジョージ・ニュージェント＝テンプル＝グレンヴィル
- 1789年：第10代ウェストモーランド伯爵ジョン・フェイン
- 1794年：第4代フィッツウィリアム伯爵ウィリアム・ウェントワース＝フィッツウィリアム（英語版）
- 1795年：初代カムデン侯爵ジョン・プラット
- 1798年：初代コーンウォリス侯爵チャールズ・コーンウォリス
- 1801年：第3代ハードウィック伯爵フィリップ・ヨーク
- 1805年：初代ポウィス伯爵エドワード・クライヴ（英語版）
- 1806年：第6代ベッドフォード公爵ジョン・ラッセル
- 1807年：第4代リッチモンド公爵チャールズ・レノックス
- 1813年：初代ウィットワース伯爵チャールズ・ウィットワース
- 1817年：第2代タルボット伯爵チャールズ・チェットウィンド＝タルボット
- 1821年：初代ウェルズリー侯爵リチャード・ウェルズリー
- 1828年：初代アングルシー侯爵ヘンリー・パジェット
- 1829年：第3代ノーサンバーランド公爵ヒュー・パーシー
- 1830年：初代アングルシー侯爵ヘンリー・パジェット
- 1833年：初代ウェルズリー侯爵リチャード・ウェルズリー
- 1835年：第9代ハディントン伯爵トマス・ハミルトン
- 1835年：第2代マルグレイヴ伯爵コンスタンティン・フィップス（のち初代ノーマンビー侯爵）
- 1839年：エブリントン子爵ヒュー・フォーテスキュー（英語版）
- 1841年：第2代ド・グレイ伯爵トマス・ド・グレイ
- 1844年：初代ヘイツベリー男爵ウィリアム・エイコート
- 1846年：第4代ベスバラ伯爵ジョン・ポンソンビー
- 1847年：第4代クラレンドン伯爵ジョージ・ヴィリアーズ
- 1852年：第13代エグリントン伯爵アーチボルド・モンゴメリー（英語版）
- 1853年：第3代セント・ジャーマンズ伯爵エドワード・エリオット（英語版）
- 1855年：第7代カーライル伯爵ジョージ・ハワード
- 1858年：第13代エグリントン伯爵アーチボルド・モンゴメリー（英語版）
- 1859年：第7代カーライル伯爵ジョージ・ハワード
- 1864年：第3代ウッドハウス男爵ジョン・ウッドハウス
- 1866年：第2代アバコーン侯爵ジェームズ・ハミルトン
- 1868年：第5代スペンサー伯爵ジョン・スペンサー
- 1874年：初代アバコーン公爵ジェームズ・ハミルトン
- 1876年：第7代マールバラ公爵ジョン・スペンサー＝チャーチル
- 1880年：第7代クーパー伯爵フランシス・クーパー
- 1882年：第5代スペンサー伯爵ジョン・スペンサー
- 1885年：第4代カーナーヴォン伯爵ヘンリー・ハーバート
- 1886年：第7代アバディーン伯爵ジョン・ハミルトン＝ゴードン
- 1886年：第6代ロンドンデリー侯爵チャールズ・ヴェーン＝テンペスト＝ステュアート（英語版）
- 1889年：第3代ゼットランド伯爵ローレンス・ダンダス
- 1892年：第2代ホートン男爵ロバート・クルー＝ミルンズ
- 1895年：第5代カドガン伯爵ジョージ・カドガン（英語版）
- 1902年：第2代ダドリー伯爵ウィリアム・ウォード（英語版）
- 1905年：第7代アバディーン伯爵ジョン・ハミルトン＝ゴードン
- 1915年：第2代ウィンボーン男爵アイヴァー・ゲスト（英語版）
- 1918年：初代フレンチ子爵ジョン・フレンチ
- 1921年：初代ダーウェントのフィッツアラン子爵エドマンド・フィッツアラン＝ハワード（英語版）